# Список умерших в 1142 году
В этой статье представлен список известных людей, умерших в 1142 году.
См. также: Категория:Умершие в 1142 году

## Январь
- 4 января — Клеменция Аквитанская — графиня-консорт Люксембурга (ок. 1075—1086), как жена Конрада I, графиня-консорт Генлерна, как жена Герхарда I
- 16 января — Эйлика Саксонская — графиня-консорт Балленштедтская, жена Оттона Богатого, мать Альбрехта Медведя.

## Февраль
- 1 февраля — Всеволодко — князь городенский (не позднее 1116—1142).
- 20 февраля — Фудзивара-но Мототоси[англ.] — японский поэт

## Апрель
- 21 апреля — Пьер Абеляр (р. 1079) — французский философ (схоласт), теолог и поэт.

## Май
- 2 мая — Конрад I фон Кверфурт[нем.] — архиепископ Магдебурга (1134—1142)
- 11 мая — Роберт Брюс — феодальный барон Кливленда (Скелтона) и Хартнесса, 1-й лорд Аннандейл (с 1124).

## Июнь
- 9 июня — Маркольф[нем.] — архиепископ Майнца (1141—1142)
- 13 июня — Готфрид II Младший — граф Лувена и ландграф Брабанта (1139—1142), герцог Нижней Лотарингии (как Готфрид VI) (1139—1142)
- 25 июня — Гийом Монтеверджинский[итал.] — основатель и первый аббат Территориального аббатства Монтеверджине, святой римско-католической церкви
- 28 июня — Гиг IV Дофин — граф д’Альбон (1133—1142), впервые назвавшйся Дофином

## Июль
- 27 июля — Бертольд Гарстенский[англ.] — аббат бенедиктинского монастыря, святой римско-католической церкви[1].

## Август
- 2 августа — Алексей Комнин (сын Иоанна II) старший сын византийского императора Иоанна II Комнина, соправитель отца (византийский император) (1022—1042).

## Декабрь
- 23 декабря — Фулберт[нем.] — французский каноник, субдиакон Нотр-Дам де Пари, дядя и опекун Элоизы, приказавший кастрировать Пьера Абеляра

## Дата неизвестна или требует уточнения
- Андроник Комнин — второй сын византийского императора Иоанна II Комнина, севастократор Византии
- Арслан-шах I[англ.] сельджукский султан Кермана (1101—1142)
- Беатриса де Бурбур — графиня де Гин (1137—1142)
- Бернар I д’Астарак — граф Астарака.
- Вильям Мальмсберийский — английский историк, хронист и церковный писатель, монах-бенедиктинец из Мальмсберийского аббатства.
- Гийом I де Бур — князь Галилеи (1120—1142)
- Джон II[англ.] — епископ Рочестера (1137—1142)
- Жилон Парижский — французский кардинал-поэт.
- Жоффруа де Пороэт — виконт де Пороэт (ранее 1114—1142)
- Иль-Алда — правитель бейлика Иналогуллары.
- Константин Далассин — политический и военный деятель Византийской империи.
- Конхобар Уа Бриайн — король Томонда (1118—1142), Мунстера (1138—1142) и Дублина (1141—1142).
- Мейнхард I — князь Горицкий (1122—1142).
- Наджм ад-Дин ан-Насафи — исламский богослов, правовед ханафитского мазхаба, хадисовед, толкователь Корана.
- Хельбирга Австрийская[англ.] — княгиня-консорт Чехии (1100—1107, 1117—1120) как жена Борживоя II
- Ордерик Виталий — средневековый английский хронист, автор «Церковной истории», одного из важнейших источников информации об истории Нормандии и Англии конца XI — начала XII века.
- Эгильмар II — граф Ольденбурга (1108—1142). По прямой мужской линии — предок российских императоров, начиная с Петра III.